# Sericosema lignata
Sericosema lignata är en fjärilsart som beskrevs av W. Warren 1905. Sericosema lignata ingår i släktet Sericosema och familjen mätare. Inga underarter finns listade i Catalogue of Life.